# 昆博克斯 (密西西比州)
昆博克斯（英語：Coon Box）是位於美國密西西比州傑佛遜縣的非建制地區。

## 地理
昆博克斯所處的海拔為高於海平面49米（即161英呎），而該地所採用的時區為UTC-6，即北美中部時區（CST）。同時該地設有夏令時間，為UTC-6調快一小時，即UTC-5（CDT）。